# Samoana dryas
Samoana dryas é uma espécie de gastrópode da família Partulidae.
É endémica da Polinésia Francesa.